# 코바치 이반
코바치 이반(헝가리어: Kovács Iván, 1970년 2월 8일~)은 헝가리의 펜싱 선수, 지도자로 주 종목은 에페이다. 올림픽에 5회 참가하여 1992년 하계 올림픽과 2004년 하계 올림픽 남자 에페 단체전에서 은메달을 획득했다. 또한 세계 선수권 대회에서 금메달 2개, 동메달 4개를 획득했다.

## 수상
- 올해의 헝가리 펜싱 선수(1995년)

### 수훈
- 기사십자 헝가리 공화국 공로장(2004년)
- 사령관십자 헝가리 공로장(2021년)